# Noordkasteel
Het Noordkasteel was een citadel die werd gebouwd in 1862 op het grondgebied van het verdwenen polderdorp Oosterweel. De voornaamste opdracht ervan was de verdediging van de bocht van Oosterweel aan de Schelde te Antwerpen.
Het Noordkasteel verving het kleinere Fort Ferdinand dat in 1812 was opgericht door Napoleon Bonaparte.
Het Noordkasteel was het meest noordelijke fort en het sluitstuk van de vesting rond Antwerpen. Deze vesting werd afgebroken in de 20e eeuw om plaats te maken voor de Ring rond Antwerpen, de R1.
Reeds in 1881, negentien jaar na de bouw, werd het grootste deel van het Noordkasteel afgebroken om plaats te maken voor het Amerikadok en het Afrikadok wegens uitbreiding van de haven van Antwerpen. Hier was jarenlange discussie aan voorafgegaan. De plannen voor beide dokken dateerden al van 1872, maar de bouw van de dokken kon pas aanvatten in 1882. In 1910 werd het Noordkasteel officieel afgeschreven als militair gebied.

## Recreatiedomein
Onder impuls van burgemeester Camille Huysmans werd het 61 hectare groot Noordkasteel-domein in 1934 omgevormd tot recreatieoord met een zeer populair en openbaar openluchtzwembad. In 1957 moet een groot deel van het recreatiedomein wijken voor de westelijke uitbreiding van het Amerikadok. In 1969 werd het recreatieoord Noordkasteel gesloten voor de bouw van de nooit gerealiseerde Boerinnensluis. De enige overgebleven halve caponnière 1 werd een stadsmagazijn aan de huidige Oosterweelsteenweg. In de ondergrondse gangen werden er tot 1995 springstoffen in opgeslagen. Zwemmen in de vijver is verboden. 
Vandaag blijft van het kasteel enkel nog een groengebied met een stukje omwalling (van de fronten 1-2 en 2-3) aan de roeivijver (de voormalige hoofdgracht) vlak bij de Hogere Zeevaartschool (sinds 2022 Antwerp Maritime Academy) over. 

## Toekomst
In 2005 voorziet het masterplan Antwerpen de bouw van het Oosterweel-knooppunt, als onderdeel van de Oosterweelverbinding op een deel van de overgebleven gronden van het Noordkasteel. In oktober 2021 zijn de werken in de buurt van het Noordkasteel gestart, waardoor het gebied gedeeltelijk afgesloten is. Verwacht wordt dat de werken in 2033 voltooid zullen zijn. Het nieuwe Oosterweelknooppunt zal verzonken liggen en gedeeltelijk overkapt worden. Bovenop komt het Ringpark Noordkasteel. De vijver zal intact blijven en de groenzone wordt uitgebreid tot aan de Kerk van Oosterweel. Tijdens de werken werd tijdens archeologisch onderzoek een ondergrondse uitwateringssluis ontdekt, die na 1883 gebouwd werd. Deze sluis van 30 op 20 meter zal afgebroken worden.

## Windmolen

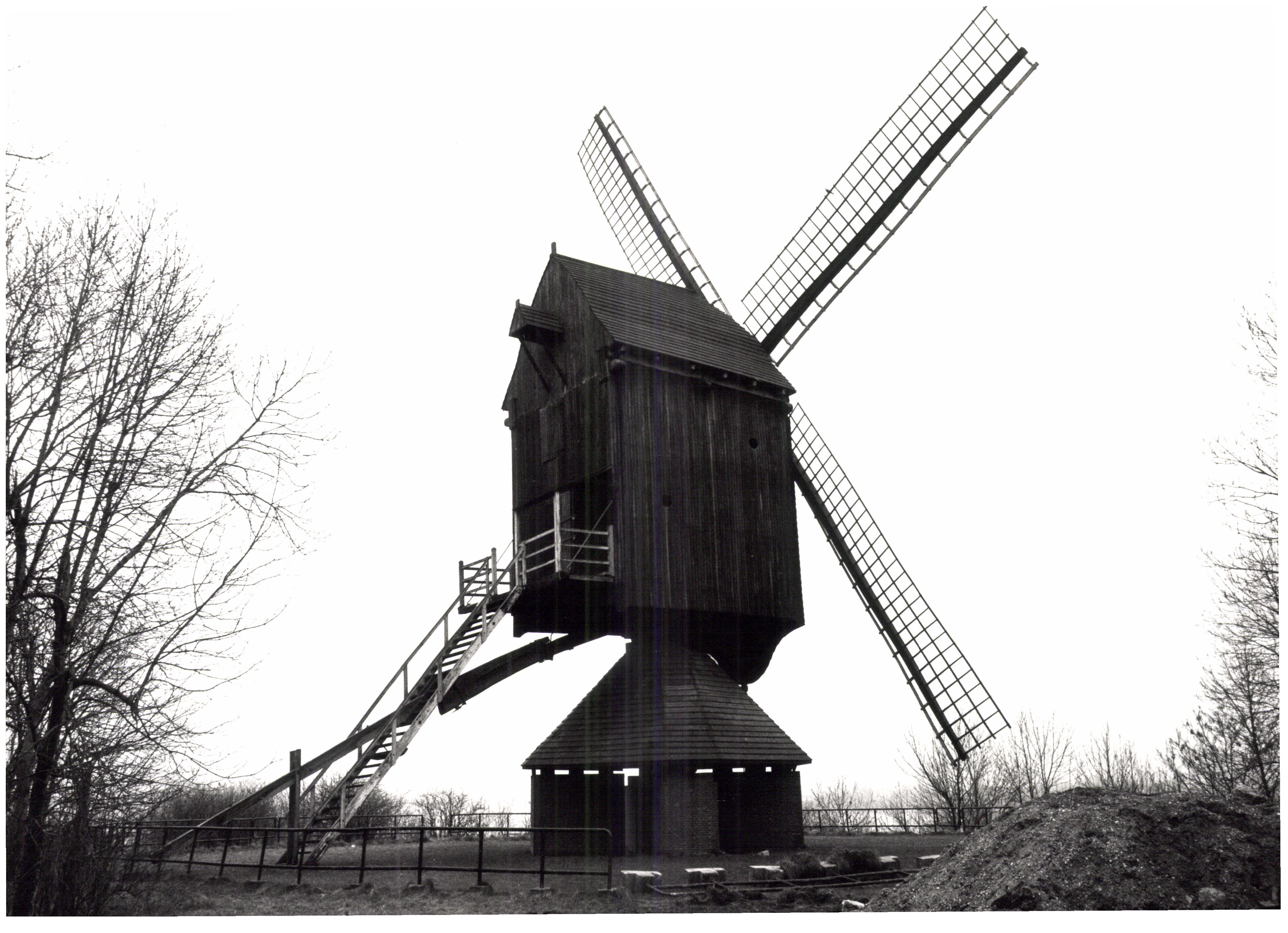
De Buulmolen begin jaren 1980

In de koepelopening werd de van Olen afkomstige Buulmolen geplaatst. De windmolen stond er van 1936 tot 1974, het jaar waarin hij ongeveer 400 meter werd verplaatst. In 1986 werd hij gedemonteerd om in 1991 definitief aan Olen te worden teruggeschonken.